# Prawo do miasta
Prawo do miasta (ang. right to the city) – sprawiedliwe użytkowanie miasta w ramach zasad zrównoważonego rozwoju, demokracji, równości i sprawiedliwości społecznej. To zbiorowe prawo mieszkańców miast (w szczególności osób pochodzących z grup najbardziej narażonych na niesprawiedliwość i marginalizowanych), które daje im możliwość legitymizacji działań i organizacji, w oparciu o ich zwyczaje, w celu osiągnięcia pełnego korzystania z prawa do swobodnego samostanowienia i odpowiedniego standardu życia. Prawo do miasta jest współzależne od międzynarodowo uznanych i integralnie poczętych praw człowieka. Obejmuje wszystkie prawa obywatelskie, polityczne, gospodarcze, społeczne, kulturowe i środowiskowe, które są uregulowane międzynarodowymi traktatami dotyczącymi praw człowieka.

## Definicja i interpretacje

### Henri Lefebvre
W 1967 francuski socjolog i filozof marksistowski Henri Lefebvre napisał pracę Le Droit à la ville. Praca stanowiła propozycję nowego myślenia o mieście, miejskości, miejskiej strategii oraz praktykach społecznych powiązanych z istniejącą jedynie w zarysie, lecz projektowaną przez samego autora analityczną nauką o mieście.
Pojęcie „prawa do miasta” stanowiło próbę reinterpretacji lewicowej polityki w świetle przemian klasowych w społeczeństwach powojennego Zachodu, jak również jej wyjścia poza obszar państwa opiekuńczego. Od tamtej pory wołanie o „prawo do miasta” wyznacza wspólny obszar związków między różnorodnymi ruchami społecznymi, w tym spółdzielniami mieszkańców, związkami zawodowymi i radykalnymi organizacjami politycznymi.
„Prawo do miasta” to u Lefebvre'a wołanie i żądanie. Wołanie jako odpowiedź na ból egzystencjalny wyjaławiającego kryzysu życia codziennego w mieście. Żądanie – jako nakaz spojrzenia w oczy owemu kryzysowi,  w celu stworzenia alternatywnego życia miejskiego (mniej wyalienowanego, w większym stopniu posiadającego znaczenie i radośniejszego; jednocześnie konfliktowego i dialektycznego, otwartego na stawanie się, spotkania oraz nieustanną pogoń za niepoznawalną nowością). Celem hasła było poszerzenie postulatów i zwiększenie ambicji ruchu z roku 1968. Prawo do miasta jest dla Lefebvre’a prawem do życia w społeczeństwie, w którym każdy ma równe prawa i możliwości samospełnienia.

### David Harvey
Problem „prawa do miasta” został szczegółowo opisany w książce „Bunt miast”. Autor interpretuje „prawo do miasta” jako „prawo do zmiany i wynajdywania miasta na nowo takim, jakim go pragniemy. Jest też, co więcej, prawem bardziej kolektywnym niż indywidualnym, ponieważ wynajdywanie miasta na nowo w sposób nieunikniony zależy od sprawowania kolektywnej władzy nad procesami urbanizacji”. „Żądanie prawa do miasta (…) oznacza żądanie pewnego rodzaju władzy nad kształtowaniem procesów urbanizacyjnych, nad sposobami, w jakie nasze miasta są tworzone i przekształcane, i zrobienie tego w fundamentalny i radykalny sposób”.

### Peter Marcuse
Interpretacji pojęcia „prawa do miasta” podjął się również Peter Marcuse, profesor planowania miejskiego na Uniwersytecie Columbia (Nowy Jork), który od kilku lat związany jest z amerykańską koalicją obywatelską „Prawo do Miasta”. W swoim artykule „Prawa w miastach a prawo do miasta” podkreśla znaczącą różnicę dzielącą te dwa pojęcia. Jest to zarówno strategiczna, jak i polityczna różnica; wyznacza ona horyzont ambicji i dążeń, oraz pokazuje charakter ruchów wdrażających ją w życie.

## Prawo do miasta na świecie (ruchy miejskie)

### Polska
Pierwszym ruchem miejskim w Polsce, który z powodzeniem próbował zmieniać miasto na lepsze, skupiając mieszkańców z różnych środowisk, współpracujących w sprawach lokalnych i ogólnomiejskich było Porozumienie Społeczne My-Poznaniacy, ukonstytuowane 20 listopada 2007. Spowodowało ono w Poznaniu przełom społeczny i przyczyniło się do rozwoju poznańskiego społeczeństwa obywatelskiego. Zainspirowało też aktywne środowiska w innych miastach do bardziej zdecydowanych i szerokich działań na rzecz mieszkańców. Wyrazem tego stał się Kongres Ruchów Miejskich, zapoczątkowany w Poznaniu w czerwcu 2011 r. dla poszukiwania rozwiązań problemów miejskich przekraczających możliwości lokalne – na szczeblu krajowym.
W Krakowie inicjatywa „Prawo do miasta” powołana została do życia 25 maja 2012, w wieczór po likwidacji miasteczka namiotowego na Rynku Głównym. Jest ona nieformalną, niehierarchiczną grupą osób dążących do uspołecznienia polityki miejskiej. Trzon grupy tworzy kilkanaście osób, które reprezentują bardzo różne środowiska (studenci, wykładowcy uniwersyteccy, pracownicy pomocy społecznej oraz korporacji).
Pojęcia prawa do miasta w polskim kontekście użył Kacper Pobłocki w tekście publicystycznym opublikowanym w Tygodniku Powszechnym w 2010 roku a następnie w tekście naukowym opublikowanym w roku 2011.

### Inne państwa
Pierwszym państwem, w którym do konstytucji wprowadzono postanowienia gwarantujące prawo do miasta, była Brazylia. Odpowiedzią na ekspansję neoliberalnego kapitalizmu stał się również wypracowany w brazylijskim Porto Alegre model "budżetu partycypacyjnego", który przygotowują mieszkańcy miasta.
W czerwcu 2007 na Forum Społecznym Stanów Zjednoczonych w Atlancie zebrały się różne ruchy społeczne, tworząc Right to the City Alliance (RTTC). Ta koalicja ruchów społecznych skupiła lokatorów o niskich dochodach, wywodzących się z dyskryminowanych mniejszości etnicznych, bezdomnych domagających się prawa do mieszkania i podstawowych usług oraz kolorową młodzież z grup LGBT, poszukującą bezpiecznych przestrzeni publicznych. Po latach samotnych walk o swe postulaty (walki z bezdomnością, gentryfikacją, wysiedleniami, kryminalizacją biedy i inności) aktywiści postanowili działać wspólnie, sądząc, że w ten sposób szybciej doprowadzą do zmian. Zaczęli domagać się realizacji polityki miejskiej odpowiadającej ich potrzebom, ale również nowej, ogólnodostępnej przestrzeni publicznej, w której mogliby prowadzić swą działalność.